# Општина Борка (Њамц)
Борка (рум. Borca) општина је у Румунији у округу Њамц.
Oпштина се налази на надморској висини од 661 m.